# Dominique Viriot
Dominique Viriot (novembre 1948) è un attore francese.

## Biografia
Dominique Viriot è nato nel 1948, figlio dello sceneggiatore francese Claude Viriot. 
Ha esordito come attore nel 1954 nel film Versailles. Successivamente ha recitato nel film Angelica alla corte del re e nella serie televisiva Thierry la Fronde. Nel 1969, dopo aver recitato nel film Sous le signe du taureau, si è ritirato dalle scene ed ha intrapreso la carriera di insegnante di recitazione.
Ha fondato con il padre la Cours Viriot, una scuola d'arte drammatica che ha prodotto molti comici quali Frédéric Diefenthal, Tony Gaultier, Kamel Belghazi, Michèle Bernier, Claudine Barjol, Maud Heywang, Christian Burnier-Framboret, Carole Lagasse, Etienne Fert e Guillaume Sentou.
È sposato con l'attrice Claudine Barjol, conosciuta al Petit Théâtre de Bouvard.

## Filmografia

### Cinema
- Versailles (Si Versailles m'était conté), regia di Sacha Guitry  (1954) - non accreditato
- Si Paris nous était conté, regia di Sacha Guitry (1956) - non accreditato
- Angelica alla corte del re (Merveilleuse Angélique), regia di Bernard Borderie (1965)
- Il 13º uomo (1 homme de trop), regia di Costa-Gavras (1967)
- Sous le signe du taureau, regia di Gilles Grangier (1969)

### Televisione
- Thierry la Fronde – serie TV, 7 episodi (1964-1966)
- Les Cinq Dernières Minutes – serie TV, 1 episodio (1965)
- Allô police – serie TV, 1 episodio (1967)